# Józef Kazimierz Martusiewicz
Józef Kazimierz Martusiewicz (ur. 12 lutego 1828 w Bobowej, zm. 6 października 1881 w Tarnowie) – polski ksiądz katolicki, poseł do austriackiej Rady Państwa.

## Życiorys
Syn Andrzeja, organisty, nauczyciela i sekretarza gminnego oraz Antoniny z Tarsińskich. Ukończył szkołę ludową w Bobowej oraz gimnazjum jezuickie w Nowym Sączu. Ukończył seminarium duchowne w Tarnowie. W styczniu 1851 otrzymał święcenia kapłańskie. W 1851 przez kilka miesięcy studiował w Augustineum w Wiedniu.
Od 1852 do 1871 był prefektem w seminarium duchownym w Tarnowie, gdzie wykładał od 1853 teologię Startego Testamentu i języki wschodnie, a od 1864 również teologię pastoralną, homiletykę i liturgikę. Od 1862 był członkiem sądu małżeńskiego, a od 1871 kanonikiem gremialnym kapituły tarnowskiej. 
Był dyrektorem Miejskiej Kasy Oszczędności w Tarnowie od 1865, członkiem rady powiatowej w tym mieście w latach 1867–1872 i rady miejskiej w latach 1869–1872. W 1867 otrzymał tytuł honorowego obywatela Tarnowa.
W 1879 został wybrany do austriackiej Rady Państwa VI kadencji z IV kurii gmin wiejskich z okręgu 6 (Tarnów–Pilica–Dąbrowa) i pełnił tę funkcję do śmierci. W parlamencie należał do Koła Polskiego w Wiedniu.
Pochowany na Starym Cmentarzu w Tarnowie.